# Elvirasminde (bygning)
Elvirasminde eller Chokoladefabrikken er et bygningskompleks og tidligere fabrik på Klostergade i Latinerkvarteret i Aarhus. Elvirasminde blev opført i 1912 efter tegninger af arkitekten Christian Frühstück Nielsen. Det var én blandt mange industribygninger, der blev etableret i byen i begyndelsen af 1900-tallet, og bygningerne repræsenterer industriel arkitektur fra denne tid. Den ligger. I dag bruges den til en række mindre virksomheder.
Bygningen har navn efter chokoladefabrikken Elvirasminde, der opførte bygningen og havde til huse her indtil 1960'erne. Virksomheden var opkaldt efter grundlæggerens hustru Elvira.
Fra 1969 til 1980 lå Jazzhus Tagskægget i bygningen.